# Heinz Werner Kraehkamp
Pour les articles homonymes, voir Heinz Werner.
Heinz Werner Kraehkamp, né le 26 décembre 1948  à Darmstadt  et  mort le  24 novembre 2012 à Berlin, est un acteur allemand.
Kraehkamp a commencé comme un clown dans un cirque belge, puis est allé étudier à Francfort-sur-le-Main à la "Hochschule für Musik und darstellende Kunst Frankfur am Main "   et à Paris.
Il a d'abord beaucoup joué en tant qu'acteur de théâtre, mais ensuite il est devenu connu comme un acteur de télévision avec plus de 140 rôles dans des séries comme Tatort et Inspecteur Derrick.